# Epinephelus itajara
Epinephelus itajara és una espècie de peix de la família dels serrànids i de l'ordre dels perciformes present a l'Atlàntic occidental (des de Florida -Estats Units- fins al sud del Brasil, incloent-hi el Golf de Mèxic i el Carib), l'Atlàntic oriental (des del Senegal fins a la República del Congo, rar a les Illes Canàries) i al Pacífic oriental (des del Golf de Califòrnia fins al Perú).
Els mascles poden assolir els 250 cm de longitud total.